# チャンス・フォー・チルドレン
公益社団法人チャンス・フォー・チルドレン（Chance for Children）は、主に経済的な理由によって塾、予備校、習い事、スポーツ活動、文化活動などの学校外教育を受けることができない子ども達に学校外教育の機会を保障することを目的に設立された公益法人である。

## 概要
チャンス・フォー・チルドレンは、子どもたちの学校外教育機会を保障することを目的に設立された団体で、関西及び東日本大震災被災地、大規模災害被災地（2016年度は熊本地震被災地を支援）において活動を展開している。
主として次の事業を行っている
1. 子ども等に対する学校外教育を受けることができる利用券（スタディクーポン、学校外教育バウチャー）の提供
2. 子ども等に対するアドバイザーの派遣
3. 学校外教育機関及び子ども等の支援機関に対するコンサルテーションの実施
4. 子ども等に関する調査研究及び政策提言の実施
5. 子ども等に関する事業の受託及び子ども等に関する施設等の管理運営
6. 子ども等を支援する他の団体に対する助成事業
7. 前各号に附帯する事業及び関連する事業

## 沿革
- 2009年11月1日 - 特定非営利活動法人ブレーンヒューマニティーの事業として、「子どもの貧困プロジェクト"Chance for Children"」発足
- 2010年4月1日 - 関西圏において第1期スタディクーポンの提供を開始
- 2011年4月1日 - 東日本大震災被災地におけるスタディクーポンの提供の検討を開始
- 2011年6月20日 - 特定非営利活動法人ブレーンヒューマニティーらを設立者として一般社団法人チャンス・フォー・チルドレンを設立
- 2011年11月27日 - 東日本大震災被災地におけるスタディクーポンの第1期贈呈式を実施[1]
- 2012年5月5日 - 東日本大震災被災地におけるスタディクーポンの第2期贈呈式を実施
- 2012年6月14日 - 大阪市が西成区において試行する塾代助成事業の運営事業者として選定[2]
- 2014年1月6日 - 内閣府からの認定を受け、公益社団法人チャンス・フォー・チルドレンとなる

## 運営体制
- 代表理事

今井悠介（当法人専従）
奥野慧（当法人専従）
- 監事

藤井 美明（公認会計士）
保木 祥史（弁護士）
- 理事

岩切 準（特定非営利活動法人夢職人 代表理事）
鈴木 栄（一般社団法人ソーシャル・インベストメント・パートナーズ 代表理事）
能島裕介（特定非営利活動法人ブレーンヒューマニティー 顧問）
水谷 衣里（株式会社 風とつばさ 代表取締役）
- アドバイザー

阿部裕二（東北福祉大学総合福祉学部 教授）
小林庸平（三菱UFJリサーチ&コンサルティング株式会社 主任研究員）
佐藤宏平（山形大学地域教育文化学部 准教授）
佐藤利憲（福島県立医科大学看護学部 講師）
高橋聡美（防衛医科大学校精神看護学教授）
武井敦史（静岡大学大学院教育学研究科教授）
田村太郎（一般財団法人ダイバーシティ研究所代表理事）
津久井進（弁護士／弁護士法人芦屋西宮市民法律事務所 代表社員）
出村和子（社会福祉法人仙台いのちの電話理事）
苫野一徳（熊本大学教育学部 准教授）
中室牧子（慶應義塾大学総合政策学部 准教授）
長尾文雄（特定非営利活動法人ブレーンヒューマニティー理事、大阪女学院大学・短大非常勤講師）
半羽利美佳（武庫川女子大学文学部心理・社会福祉学科准教授）
村田治（関西学院大学長・あしなが育英会副会長）
望月優大（ライター／株式会社コモンセンス 代表取締役）
- 外部評価チーム

赤林英夫（慶應義塾大学経済学部教授）
田中隆一（政策研究大学院大学准教授）

## 事務局
- 東京事務局　東京都墨田区太平1-11-6 そのだビル2階
- 仙台事務局　宮城県仙台市青葉区本町1丁目13-24 錦ビル7階
- 関西事務局　兵庫県西宮市甲風園1丁目3番12号 カミヤビル3階